# 杰瑞·斯布林格秀
《傑瑞·斯布林格秀》（英語：The Jerry Springer Show）是一个定期播出的脱口秀节目，由杰里·斯普林格主持，杰瑞·斯布林格曾是一名政治人物。节目主要内容就是互相揭露参演嘉宾的隐私，从而激起怨恨、谩骂甚至时有发生肢体性暴力事件。曾被《电视指南》杂志评为最差的电视节目。曾出现在刘瑜的著作《民主的细节》一书第三部分的“哗众取宠主义”中，并且有所介绍。